# Убийство на плъх
„Убийство на плъх“ (на английски: Rat Killing), известен също като „Плъхове и териер, № 1“ (на английски: Rats and Terrier, No. 1) е американски късометражен документален ням филм от 1894 година, заснет от режисьора и продуцент Уилям Кенеди Диксън в студиото Блек Мария при лабораториите на Томас Едисън в Ню Джърси. Кадри от филма не са достигнали до наши дни и той се смята за изгубен.

## Сюжет
Филмът показва един териер, който е поставен сред множество големи, живи плъхове и ги убива със светкавична скорост.

## Интересни факти
„Убийство на плъх“ е първият филм в историята на кинематографията, заснет с цел да шокира и скандализира зрителите. Заглавието съвсем точно описва сюжета и съдържанието на този ранен опит за „хорър“.